# Judit Temes
Judit Temes, född 10 oktober 1930 i Sopron, död 11 augusti 2013 i Budapest, var en ungersk simmare.
Temes blev olympisk guldmedaljör på 4 x 100 meter frisim vid sommarspelen 1952 i Helsingfors.